# Zé Carlos Machado
José Carlos Machado (Alfredo Marcondes, 16 de abril de 1950) é um ator brasileiro. Com uma longa carreira no teatro iniciada em 1975, passou a dedicar-se à televisão e ao cinema mais efetivamente apenas nos anos 2000, já com mais de 40 anos. Tornou-se conhecido como o terapeuta Théo Cecatto, protagonista da série de televisão Sessão de Terapia.
Foi indicado ao Prêmio Contigo! de TV de 2004 como ator revelação, por sua atuação em A Casa das Sete Mulheres, e em 2012 por sua atuação em Eu Receberia as Piores Notícias dos seus Lindos Lábios. Em 2014, concorreu na categoria Ator do Ano (série ou minissérie) ao Prêmio F5 por seu trabalho em Sessão de Terapia.

## Filmografia

### Cinema
| Ano  | Título                                                 | Personagem         |
| ---- | ------------------------------------------------------ | ------------------ |
| 1994 | A Causa Secreta                                        | Fortunato          |
| 1995 | A Próxima Vítima                                       | Detetive Meira     |
| 1998 | Ação entre Amigos                                      | Miguel             |
| 2000 | Chateaubriand - Cabeça de Paraíba                      | Edmundo            |
| 2004 | Olga                                                   | General João Gomes |
| 2005 | Crime Delicado                                         | Tomás              |
| 2006 | Veias e Vinhos - Uma história Brasileira               | Goulart            |
| 2006 | Meteoro                                                | Inspirado          |
| 2008 | O Signo da Cidade                                      | Delegado           |
| 2008 | A Casa de Alice                                        | Lindomar           |
| 2010 | As Melhores Coisas do Mundo                            | Horácio            |
| 2010 | Reflexões de um Liquidificador                         | Delegado           |
| 2011 | Homens com Cheiro de Flor                              | Belizário          |
| 2011 | Mentiras Secretas                                      | Walter             |
| 2011 | Estamos Juntos                                         | Neurologista       |
| 2011 | Eu Receberia as Piores Notícias dos seus Lindos Lábios | Ernani             |
| 2012 | A Memória que me contam                                | José Carlos        |
| 2014 | Prometo um dia Deixar essa Cidade                      | Antonio            |
| 2014 | O Último Cine Drive-in                                 | Eugênio Barbosa    |
| 2016 | Os Dez Mandamentos                                     | Seti I             |
| 2016 | Magal e os Formigas                                    | Norberto           |
| 2016 | Elis                                                   | Romeu              |
| 2016 | Nise: O Coração da Loucura                             | Dr. Nelson         |
| 2018 | Unicórnio                                              | Pai                |
| 2019 | Ondas                                                  | Paulo              |
| 2020 | Atrás da Sombra                                        | Morais             |
| 2021 | Loop                                                   | Pedro              |
| 2022 | A Espera de Liz                                        | Matheus            |
| 2022 | As Verdades                                            | Valmir             |

### Televisão
| Ano     | Título                   | Personagem        | Notas                                     |
| ------- | ------------------------ | ----------------- | ----------------------------------------- |
| 1982    | Avenida Paulista         | Repórter          |                                           |
| 1982    | Paiol Velho              | Josué             |                                           |
| 1982    | O Pátio das Donzelas     | Herbert           |                                           |
| 2001    | Um Anjo Caiu do Céu      | Emanuel Steinberg |                                           |
| 2003    | A Casa das Sete Mulheres | Anselmo           |                                           |
| 2003    | Mulheres Apaixonadas     | Marcelo Domingues | Episódio: "15 de junho"                   |
| 2004    | Metamorphoses            | Carlos Rabelo     |                                           |
| 2004    | Senhora do Destino       | Luiz Fernando     | Episódios: "13–27 de dezembro"            |
| 2005    | Bang Bang                | Armstrong         | Episódio: "3 de outubro"                  |
| 2006    | Páginas da Vida          | Nestor Figueiredo |                                           |
| 2007    | Vidas Opostas            | Jonas             | Episódios: "9–10 de julho"                |
| 2007    | Carga Pesada             | Arlindo           | Episódio: "Pau de Serra"                  |
| 2007    | Mandrake                 | Capitão Nélson    | Episódio: "João Santos"                   |
| 2007–09 | Malhação                 | Joaquim Bergantin | Temporada 15                              |
| 2009    | Vende-se um Véu de Noiva | Rubens Baronese   |                                           |
| 2011–12 | Oscar Freire 279         | Olavo             |                                           |
| 2011    | 9mm: São Paulo           | Dr. Diego Cardin  | Episódio: "O Amor É Lindo"                |
| 2011    | Morde & Assopra          | Jonas de Aquino   | Episódio: "14 de outubro"                 |
| 2011    | A Vida da Gente          | Renato            | Episódios: "11–12 de novembro"            |
| 2011    | Força-Tarefa             | Dr. Edmundo Rosa  | Episódio: "22 de dezembro"                |
| 2012    | Gabriela                 | Farias            | Episódio: "18 de junho"                   |
| 2012–14 | Sessão de Terapia        | Dr. Théo Cecatto  |                                           |
| 2013    | O Negócio                | Pai Augusto       | Episódio: "10 de novembro"                |
| 2015    | Os Dez Mandamentos       | Seti I            |                                           |
| 2015    | Além do Tempo            | Ernesto Queiroz   |                                           |
| 2017    | O Rico e Lázaro          | Fassur            |                                           |
| 2017    | Apocalipse               | Ezequiel Mendes   | Episódios: "7 de dezembro–6 de fevereiro" |
| 2019    | Topíssima                | Valdir Silveira   | Episódio: "21 de maio"                    |
| 2021    | Gênesis                  | Abraão            |                                           |
| 2023    | Vai na Fé                | Fábio Lorenzo     |                                           |
| 2023    | Chuva Negra              | Geraldo           |                                           |

## Prêmios e indicações
| Ano  | Prêmios                                     | Categoria                          | Trabalho                                               | Resultado |
| ---- | ------------------------------------------- | ---------------------------------- | ------------------------------------------------------ | --------- |
| 1982 | Prêmio APCA                                 | Melhor Ator de Teatro              | Bella Ciao                                             | Venceu    |
| 1995 | Prêmio APCA                                 | Melhor Ator de Teatro              | Corpo a Corpo                                          | Venceu    |
| 1998 | Festival Internacional de Cinema de Chicago | Melhor Ator                        | Ação Entre Amigos                                      | Venceu    |
| 2001 | Prêmio APCA                                 | Melhor Ator de Teatro              | Major Bárbara                                          | Venceu    |
| 2002 | Prêmio Qualidade Brasil - SP                | Melhor Ator Teatral Comédia        | Major Bárbara                                          | Indicado  |
| 2004 | Prêmio Contigo! de TV                       | Melhor Ator Revelação              | A Casa das Sete Mulheres                               | Indicado  |
| 2007 | Prêmio APTR                                 | Melhor Ator                        | Rasga Coração                                          | Indicado  |
| 2011 | Prêmio Contigo! de Teatro                   | Melhor Ator                        | Mente Mentira                                          | Indicado  |
| 2011 | Prêmio APTR de Teatro                       | Melhor Ator Coadjuvante            | Mente Mentira                                          | Indicado  |
| 2011 | Prêmio Contigo! de Cinema Nacional          | Melhor Ator                        | Eu Receberia as Piores Notícias dos seus Lindos Lábios | Indicado  |
| 2011 | Amazonas Film Festival                      | Melhor Ator                        | Eu Receberia as Piores Notícias dos seus Lindos Lábios | Venceu    |
| 2013 | Prêmio Guarani de Cinema Brasileiro         | Melhor Ator Coadjuvante            | Eu Receberia as Piores Notícias dos seus Lindos Lábios | Indicado  |
| 2013 | Prêmio Fiesp/Sesi-SP de Cinema              | Melhor Ator Coadjuvante            | Eu Receberia as Piores Notícias dos seus Lindos Lábios | Venceu    |
| 2013 | Anápolis Festival de Cinema                 | Melhor Ator Coadjuvante            | Eu Receberia as Piores Notícias dos seus Lindos Lábios | Venceu    |
| 2013 | Troféu Leão Lobo                            | Melhor Ator                        | Sessão de Terapia                                      | Venceu    |
| 2013 | Prêmio APCA de Televisão                    | Melhor Ator de Televisão           | Sessão de Terapia                                      | Indicado  |
| 2014 | Prêmio F5                                   | Melhor Ator de Série ou Minissérie | Sessão de Terapia                                      | Indicado  |
| 2015 | Prêmio Extra de Televisão                   | Melhor Ator Coadjuvante            | Os Dez Mandamentos                                     | Indicado  |
| 2016 | Prêmio Cenym de Teatro                      | Melhor Ator Coadjuvante            | Gata em Telhado de Zinco Quente                        | Indicado  |
| 2016 | Prêmio APTR de Teatro                       | Melhor Ator Protagonista           | Gata em Telhado de Zinco Quente                        | Indicado  |
| 2017 | Prêmio Aplauso Brasil de Teatro             | Melhor Ator Coadjuvante            | Gata em Telhado de Zinco Quente                        | Indicado  |
| 2017 | Troféu UOL TV e Famosos                     | Melhor Ator                        | O Rico e Lázaro                                        | Indicado  |
| 2021 | Prêmio NotíciasdeTV                         | Melhor Ator Protagonista           | Gênesis                                                | Venceu    |
| 2021 | Prêmio F5                                   | Melhor Ator de Novela              | Gênesis                                                | Indicado  |
| 2021 | Prêmio Notícias da TV                       | Ator ou Atriz de Novela            | Gênesis                                                | Venceu    |
| 2021 | Prêmio Glow                                 | Melhor Ator/Atriz                  | Gênesis                                                | Indicado  |
| 2021 | Prêmio Contigo! Online                      | Melhor Ator de Novela              | Gênesis                                                | Indicado  |
| 2021 | Prêmio Área VIP                             | Personagem do Ano                  | Gênesis                                                | Indicado  |
| 2021 | Troféu Internet                             | Melhor Ator de Novela              | Gênesis                                                | Indicado  |
| 2023 | Prêmio Shell - SP                           | Melhor Ator                        | Papa Highirte                                          | Indicado  |
| 2023 | Prêmio Fita de Teatro                       | Melhor Ator                        | Papa Highirte                                          | Venceu    |